# 維亞納堡

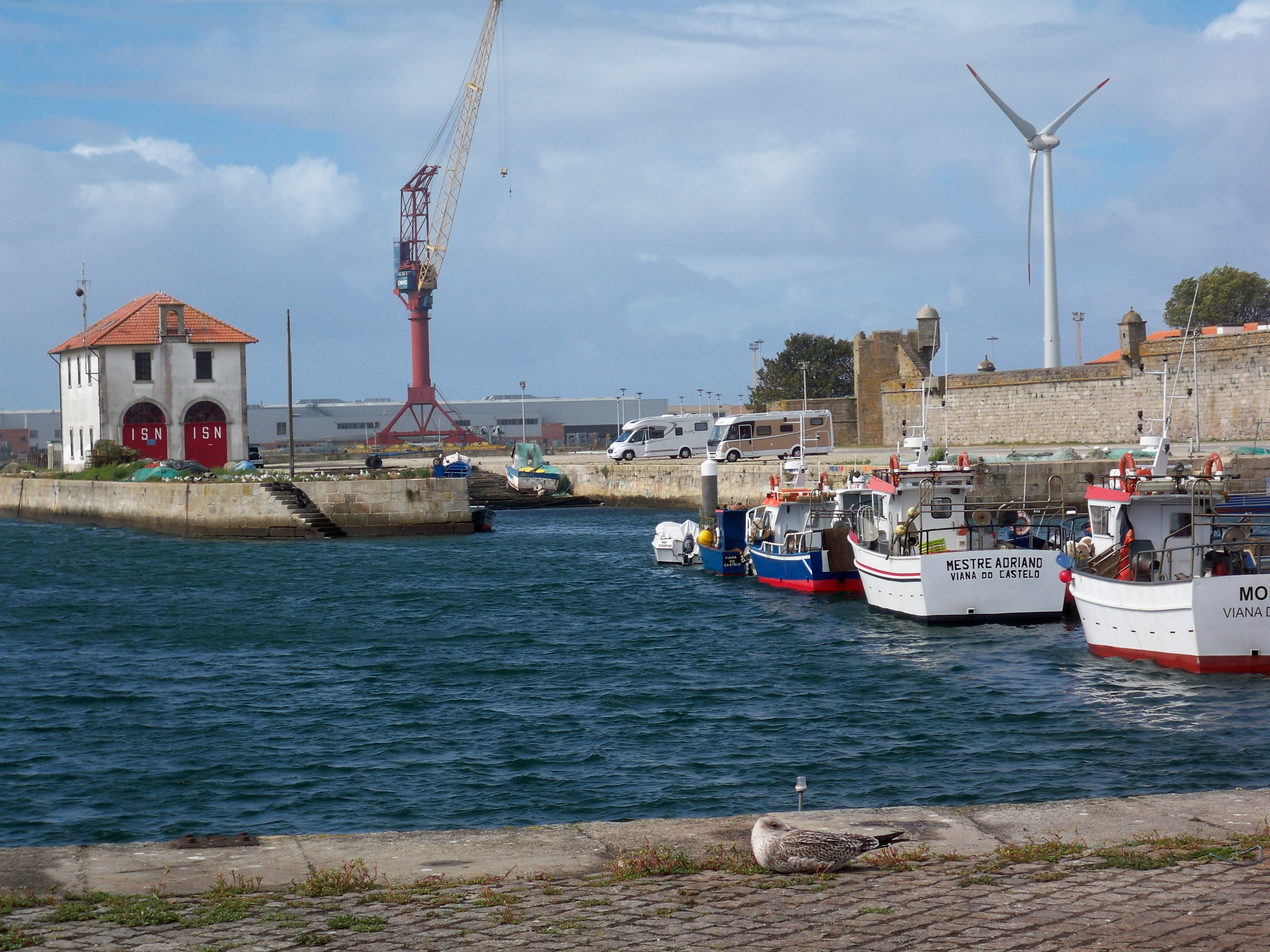

41°42′N 8°50′W / 41.700°N 8.833°W
維亞納堡（葡萄牙語：Viana do Castelo），是葡萄牙的西北部城市，位於伊比利半島西部，由維亞納堡區負責管轄，始建於1258年，面積319.02平方公里，2011年人口88,725，人口密度每平方公里278.12人。

## 歷史
作為遠洋航行船隻的母港，維亞納堡曾是葡萄牙在大航海時代非常重要的據點。

## 友好城市
- 法國 里永
- 法國 佩萨克

## 名人
佩德羅·奈托－職業足球運動員。
佛朗西斯科·特林康－職業足球運動員。